# Aeria indola
Aeria indola är en fjärilsart som beskrevs av Doubleday, Hewitson och John Obadiah Westwood 1847. Aeria indola ingår i släktet Aeria och familjen praktfjärilar. Inga underarter finns listade i Catalogue of Life.